# Wildpark Müden
Koordinaten: 52° 52′ 12,6″ N, 10° 6′ 47,2″ O
Der Wildpark Müden ist ein öffentlicher Wildpark im Ortsteil Müden (Örtze) der Gemeinde Faßberg im Südteil der Lüneburger Heide in Niedersachsen. Er wurde bis 2012 von der Wild- und Abenteuer GmbH  betrieben. Seither ist Thomas Wamser Pächter des Parks.
Der Park liegt im Tal der Örtze und besitzt eine Fläche von über zehn Hektar.

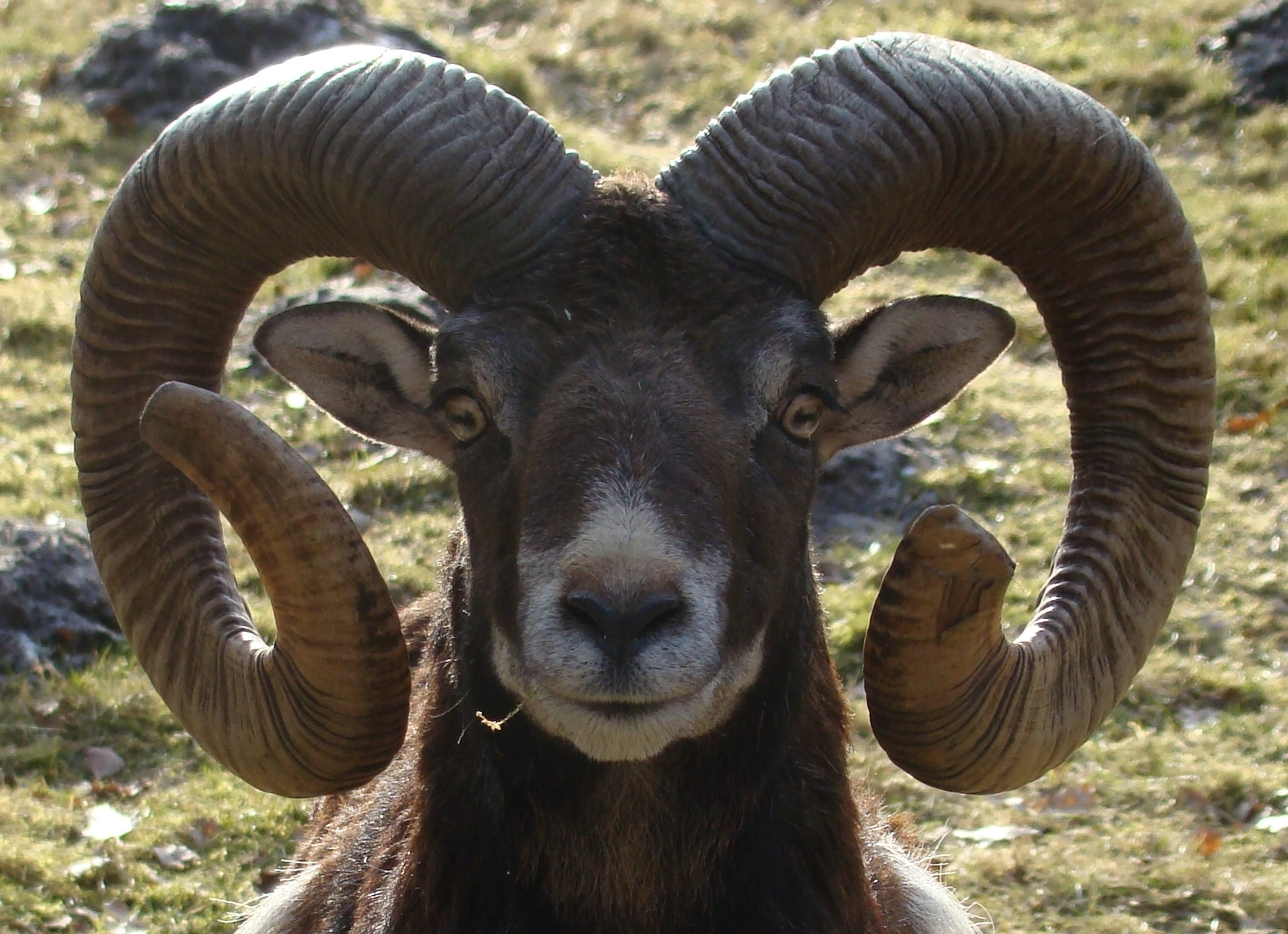
Europäischer Mufflon im Wildpark

Die meist einheimischen Tiere und Vögel, 200 Exemplare aus rund 30 Arten, unter anderem Damwild, Waschbären, Marderhunde, Wildschweine und Muffel- und Sikawild präsentieren sich in naturbelassenen und mit Bächen und Teichen durchzogenen Gehegen.
Für die Finanzierung des Parks wird Eintritt erhoben. Die Besucher können u. a. Kontaktgehege, Flugschauen und Fütterungen besuchen.

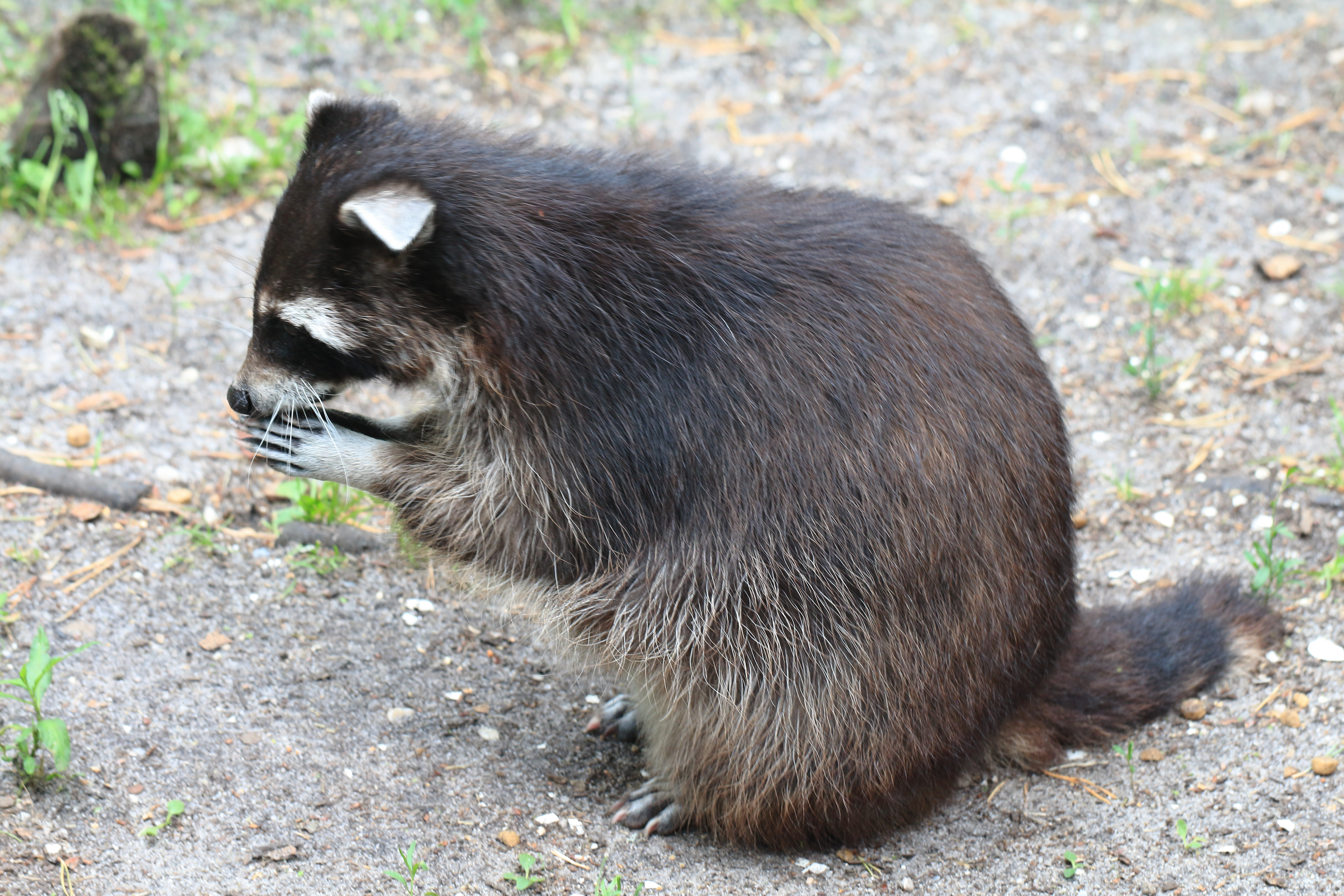
Waschbär während der Fütterung
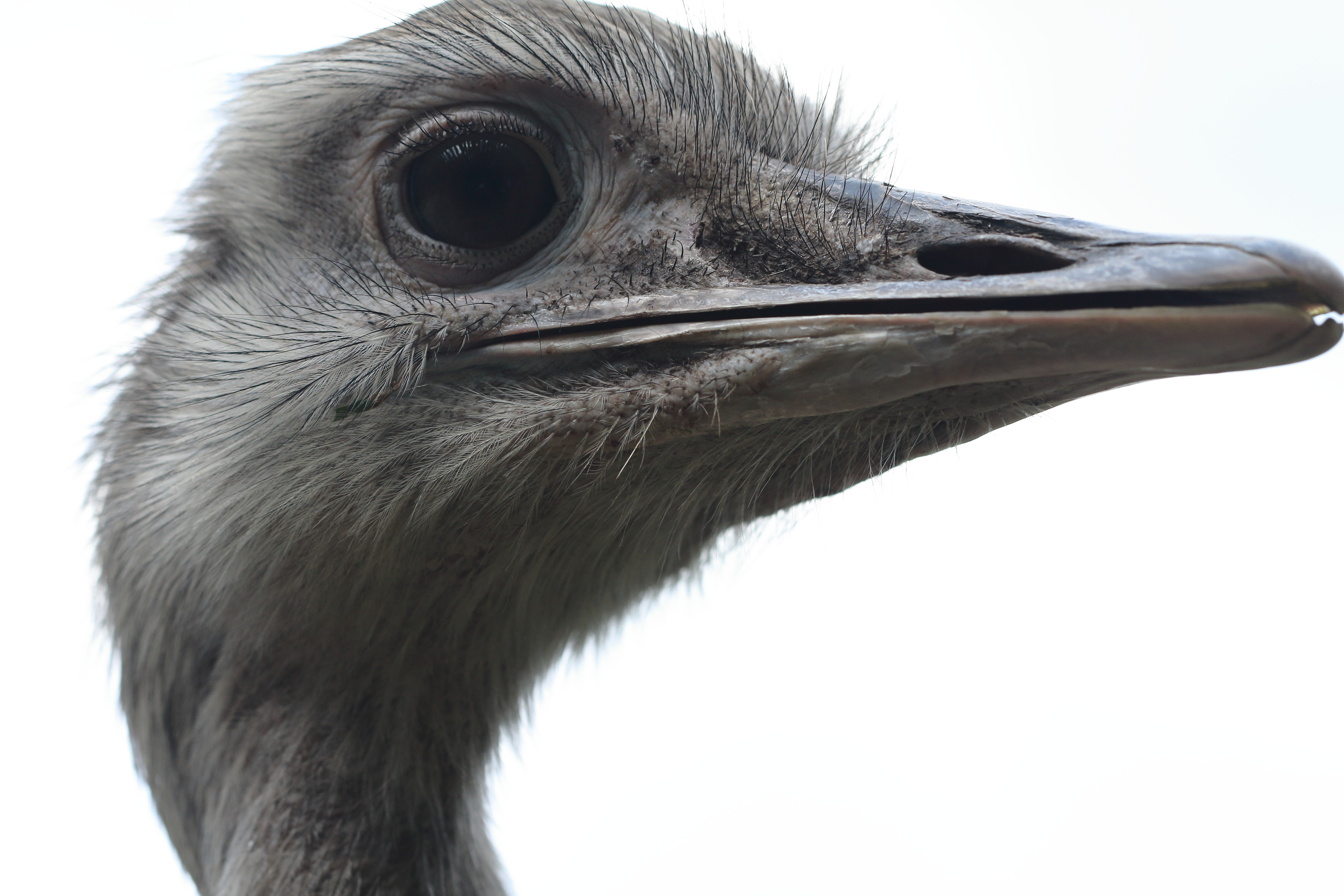
Nandu
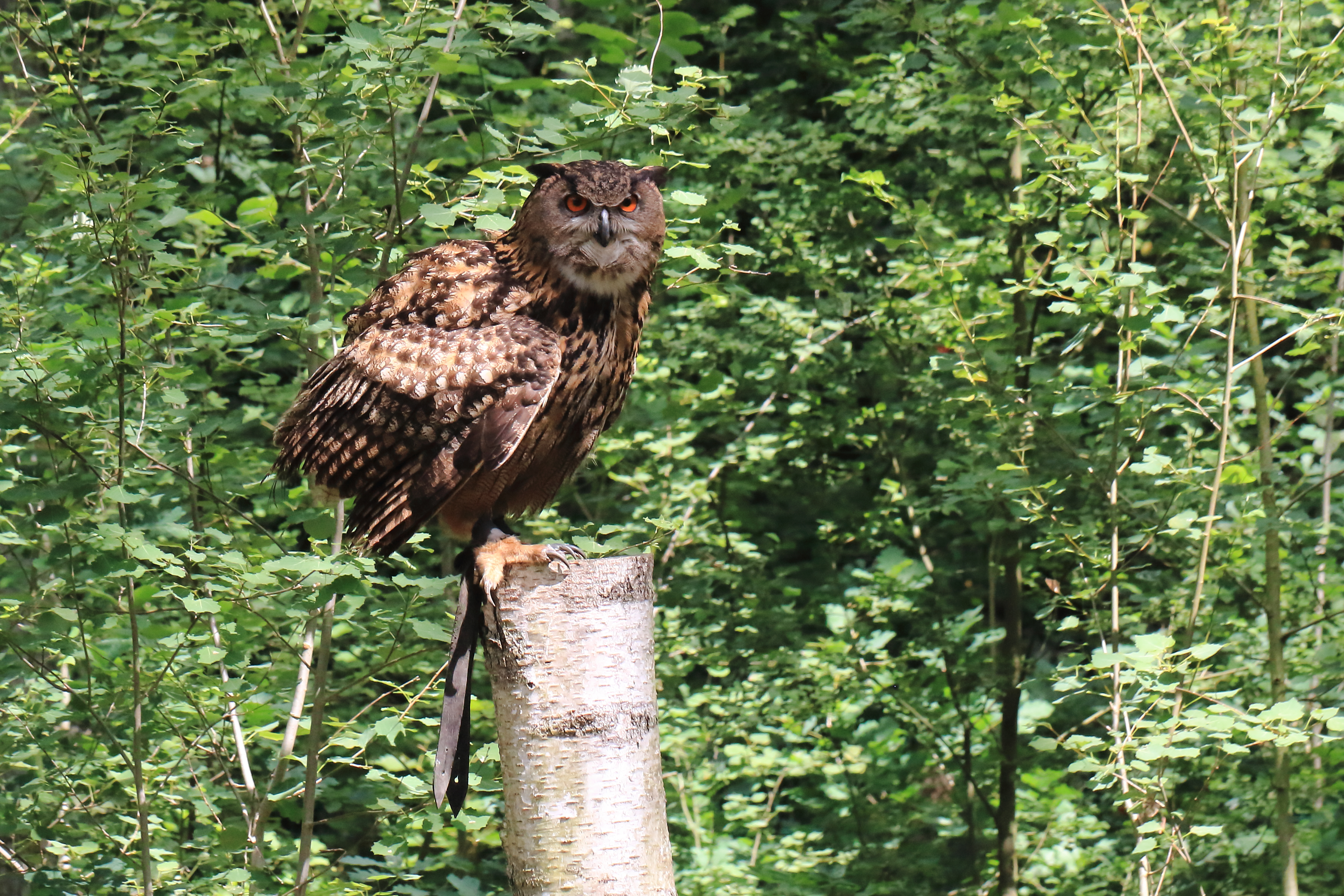
Europäischer Uhu bei der Flugschau
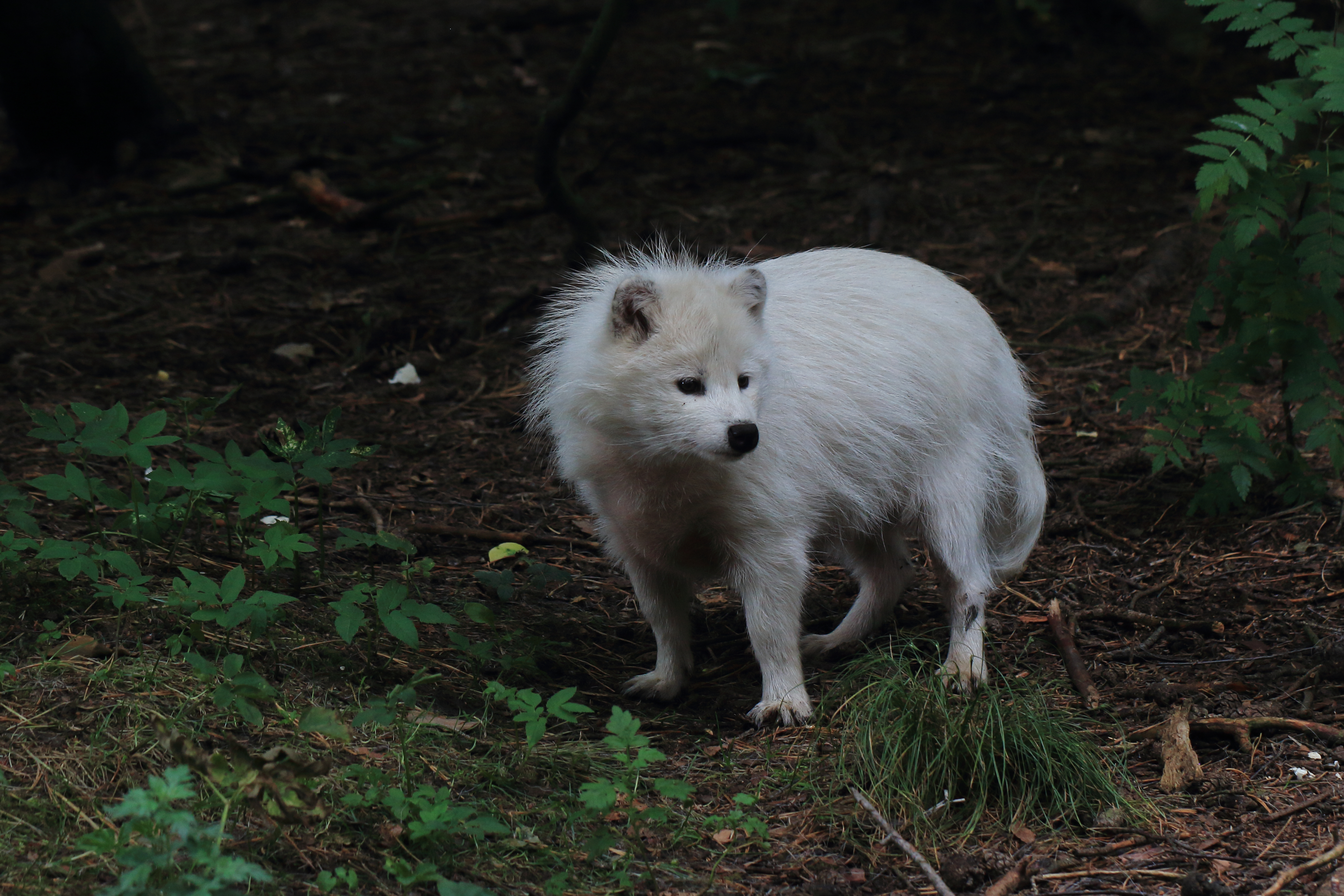
Marderhund
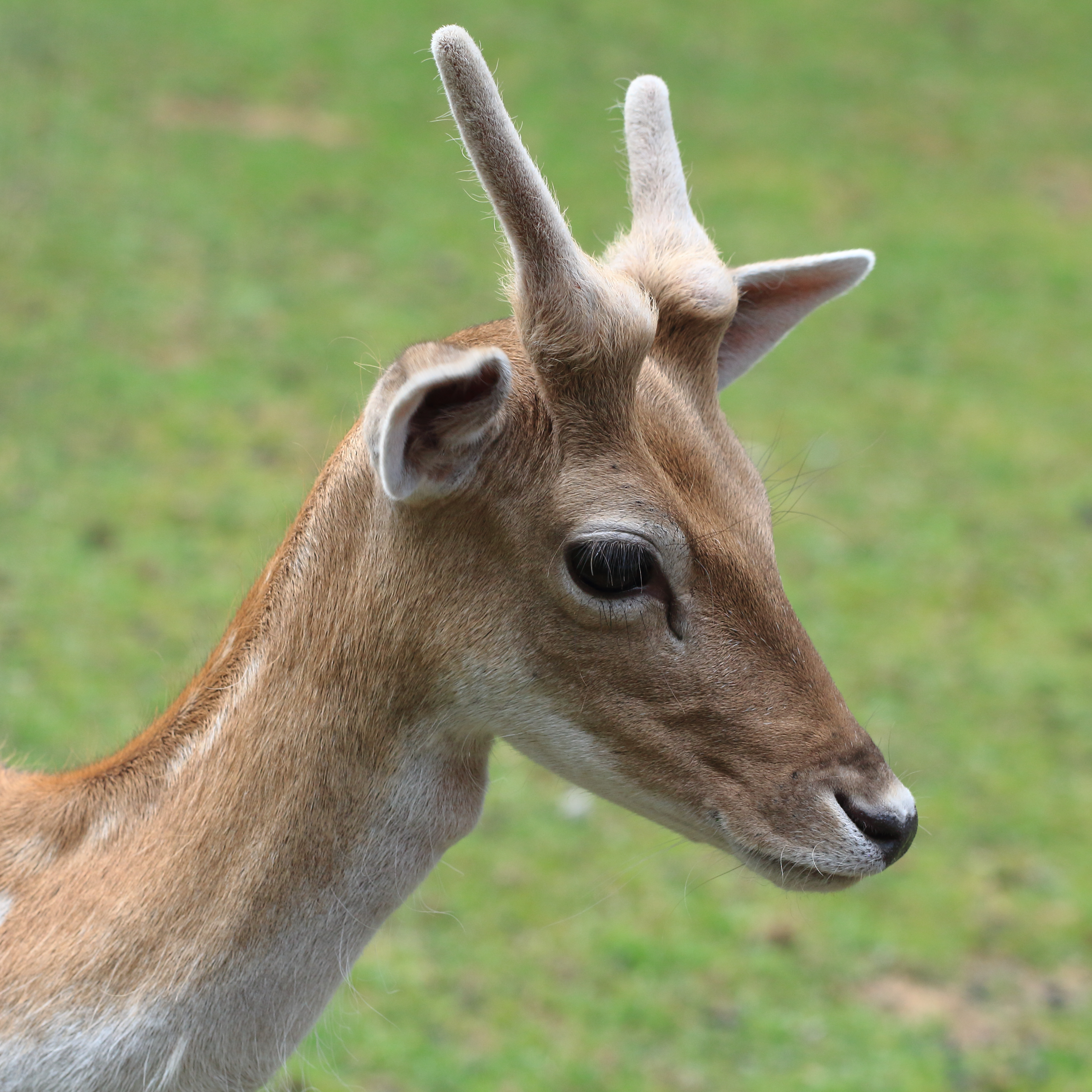
Damwild (hell)
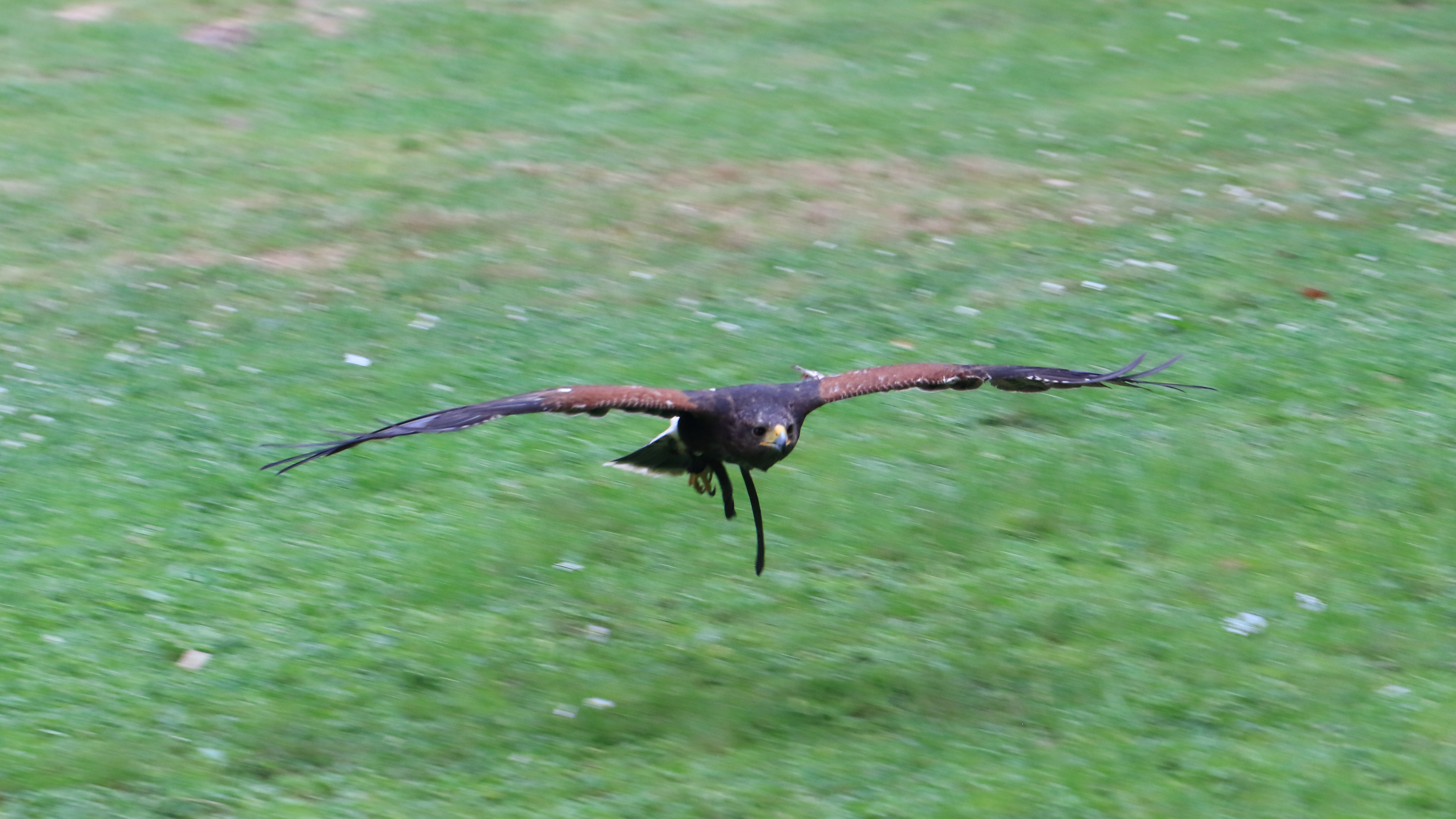
Wüstenbussard während der Flugschau
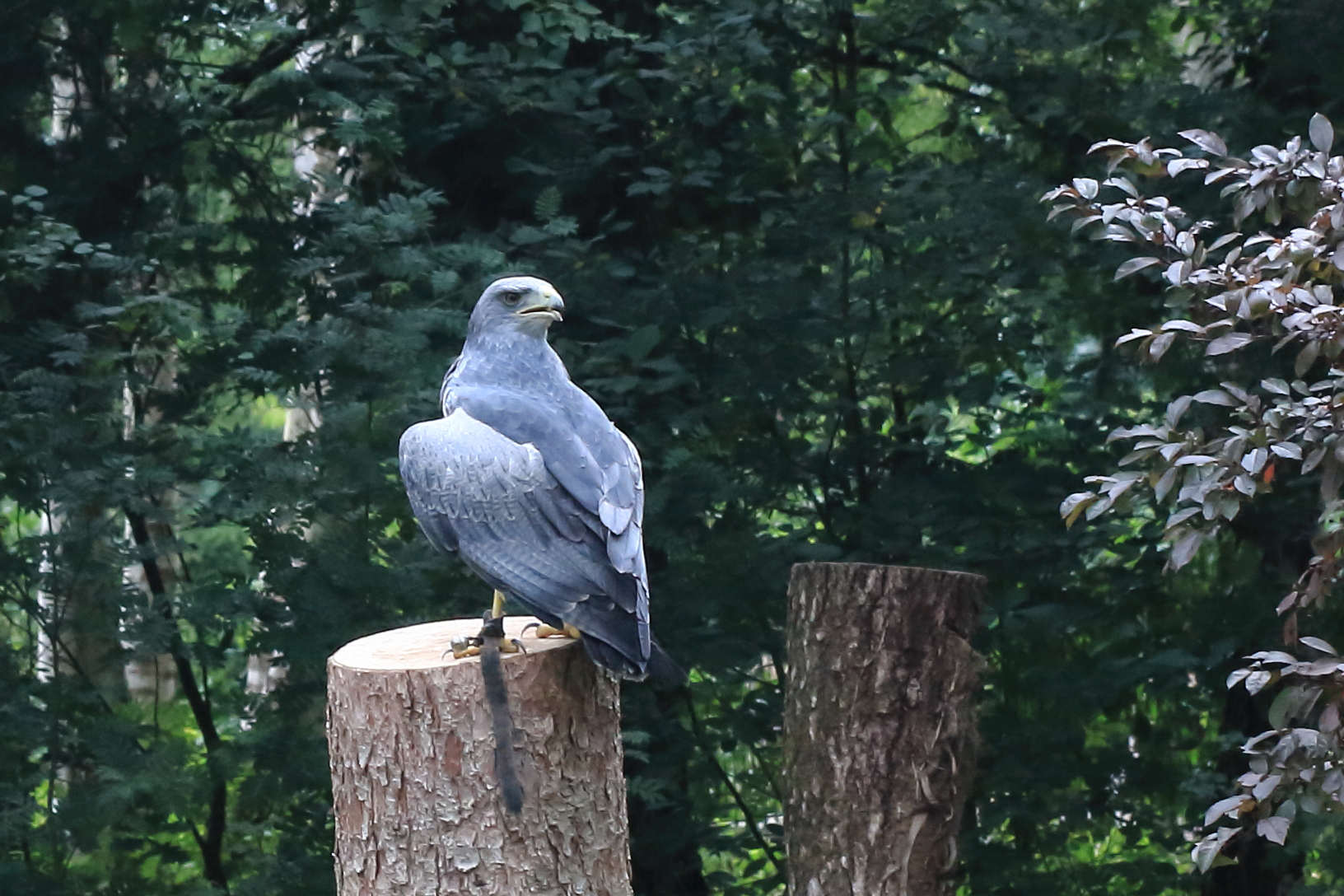
Andenbussard während der Flugschau